# Чисто катерене
Чисто катерене е стилова разновидност на скалното катерене, свързана с техниките и екипировката, които катерачите използват за да предотвратят разрушаване на скалата. Сходни техники се прилагат, поне частично, от 20-те години на миналия век в Англия, но терминът придобива популярност около a 1970 г. с разпространението и бързото възприемане употребата на клеми в Съединените щати и Канада, както и на твърде сходните, но често по-големи хексцентрици, а впоследствие и значително по-универсалните френдове, за сметка на скалните клинове, които разрушават скалата и значително по-трудно се забиват и изваждат. Така по определени маршрути скалните клинове за по-малко от три години са елиминирани като основно средство за осигуровка при катерене.
С подобряването на техниката и екипировката, терминът „чисто катерене“ фокусира вниманието и започва да получава по-различна трактовка при обсъждането на технологичните аспекти и етиката на катерене в сравнение с тази, която има в периода на формирането си преди четири десетилетия.